# (148209) 2000 CR105
(148209) 2000 CR105 là một thiên thể bên ngoài Sao Hải Vương và là thiên thể xa nhất đứng hàng thứ mười đã biết trong Hệ Mặt Trời Tính đến  năm 2020. Được coi là một thiên thể tách rời, nó quay quanh Mặt Trời theo quỹ đạo rất lệch tâm có chu kỳ 3.305 năm ở khoảng cách trung bình 222 đơn vị thiên văn (AU).

## Miêu tả
Trang web của Mike Brown liệt kê nó như là một hành tinh lùn có thể, với đường kính 328 kilômét (204 mi) dựa trên suất phản chiếu giả định là 0,04. Suất phản chiếu dự kiến sẽ thấp vì thiên thể có màu xanh lam (trung tính). Tuy nhiên, nếu suất phản chiếu cao hơn, thiên thể có thể dễ dàng có kích thước chỉ bằng một nửa.
(148209) 2000 CR105 và Sedna khác với các thiên thể đĩa phân tán ở chỗ chúng không nằm trong phạm vi ảnh hưởng hấp dẫn của Sao Hải Vương ngay cả ở điểm cận nhật (điểm gần nhất với Mặt Trời). Đó là một điều bí ẩn về cách những thiên thể này xuất hiện trong quỹ đạo trải rộng bao la hiện tại của chúng. Một số giả thuyết đã được đưa ra:
- Chúng đã bị một ngôi sao đi qua kéo ra khỏi vị trí ban đầu của chúng.[11][12]
- Chúng đã bị một hành tinh khổng lồ rất xa và chưa được khám phá (mặc dù rất ít có khả năng này) kéo ra khỏi vị trí ban đầu của mình.[13]
- Chúng đã bị một ngôi sao đồng hành chưa được khám phá quay quanh Mặt Trời như Nemesis kéo ra khỏi vị trí ban đầu của mình.[13]
- Chúng đã bị bắt giữ từ một hệ hành tinh khác trong một cuộc chạm trán sớm trong lịch sử của Mặt Trời.[11] Theo Kenyon và Bromley, có xác suất 15% rằng một ngôi sao như Mặt Trời có cuộc chạm trán sớm và xác suất 1% rằng các trao đổi hành tinh bên ngoài đã xảy ra. (148209) 2000 CR105 được ước tính có khả năng là một thiên thể hành tinh bị bắt giữ cao 2-3 lần so với Sedna.[11]

(148209) 2000 CR105 là thiên thể đầu tiên được phát hiện trong hệ Mặt Trời có bán trục chính vượt quá 150 AU, điểm cận nhật bên ngoài sao Hải Vương, và một acgumen cận điểm là 340°±55°. Nó là một trong 11 thiên thể được biết đến với bán trục chính lớn hơn 100 AU và điểm cận nhật vượt quá 42 AU. Nó có thể bị ảnh hưởng bởi Hành tinh thứ chín.